# Initiative nationale palestinienne
Pour les articles homonymes, voir INP.
L'Initiative nationale palestinienne (INP, المبادرة الوطنية الفلسطنية al-Mubadara al-Wataniyya al-Filistiniyya) est un parti politique palestinien dirigé par Moustafa Barghouti. Il est membre observateur de l'Internationale socialiste.
Sa formation a été officiellement annoncée le 17 juin 2002 à Ramallah en Cisjordanie, par Haider Abdel Shafi, Dr. Moustafa Barghouti et Ibrahim Dakkak.
L'INP se considère comme une « troisième force démocratique » dans la politique palestinienne, et s'oppose à la dichotomie entre le Fatah qu'il considère comme corrompu et le Hamas qu'il considère comme extrémiste et fondamentaliste.